# Kapsyd
Kapsyd – element składowy wirionu będący płaszczem białkowym, wewnątrz którego zawarty jest kwas nukleinowy. Kapsyd z zawartym w nim materiałem genetycznym tworzy nukleokapsyd. Kapsyd uformowany jest z określonej liczby podjednostek białkowych zwanych kapsomerami. Stanowi ochronę cząsteczki DNA lub RNA wirionu przed czynnikami zewnętrznymi. 
Kapsyd może wykazywać symetrię:
- helikalną – np. wirus mozaiki tytoniu, bakteriofag fd, wirus grypy, wirus świnki, wirus odry
- kubiczną, to znaczy kapsyd ma formę dwudziestościanu foremnego – na przykład wirusy ECHO, wirus polio, reowirusy, papilloma, polioma, SV40, bakteriofag ΦX174, SFV, wirus opryszczki pospolitej, wirus ospy wietrznej i półpaśca, wirus Epsteina-Barr.